# Sui Generis Umbra
Sui Generis Umbra – polska grupa muzyczna wykonująca dark ambient. Zespół powstał w 1998 roku w Zielonej Górze pod nazwą Umbra. Działalność grupy zainicjowała wokalistka o pseudonimie "eLL" występująca poprzednio w grupie D. ZONE prezentującej noise i industrial, która do współpracy zaprosiła instrumentalistę klawiszowca Macieja Niedzielskiego. 
Pierwsze wydawnictwo grupy zatytułowane Ater ukazało się w 1999 roku nakładem wytwórni muzycznej Fluttering Dragon Records. Wkrótce potem zespół przyjął obecną nazwę Sui Generis Umbra. W 2002 roku ukazał się split grupy pt.Possum Play Falcon wraz z norweskim zespołem Ildfrost. Tego samego roku grupa podpisała kontrakt z Metal Mind Productions nakładem której ukazała się płyta pt. Coma. Rok później eLL wystąpiła w niezależnym filmie pt. Intelekt Kollapse wydanym w roku 2005 na płycie DVD. W 2004 roku ukazał się trzeci album grupy zatytułowany Amok. 
Po 9 latach milczenia, grupa planowała ponownie wystąpić na Castle Party 2014. Plany odnośnie do nowego wydawnictwa są wciąż nieznane.

## Dyskografia
- Ater (1999, Metal Mind Records)
- Coma (2002, Metal Mind Records)
- Possum Play Falcon (2002, Fluttering Dragon Records, split z Ildfrost)
- Amok (2004, Metal Mind Records)